# John Clemons
Pour les articles homonymes, voir Clemons.
John Singleton Clemons, né à Launceston le 24 mars 1862 et mort à Oxford le 10 novembre 1944, est un avocat et homme politique australien.

## Biographie
Fils d'un enseignant anglais installé en Tasmanie, il est l'aîné de huit enfants. Lorsqu'il atteint l'âge adulte, il n'y a encore aucune université en Tasmanie, et en 1880 il est l'un des huit jeunes Tasmaniens bénéficiaire d'une bourse d'études au mérite pour étudier au Royaume-Uni. Il suit une formation en droit à l'université d'Oxford, et y est membre de la célèbre équipe d'aviron de l'université. Il est appelé au barreau en Angleterre, puis retourne pratiquer le métier d'avocat dans sa ville natale.
Candidat malheureux aux élections pour l'Assemblée de Tasmanie en 1900, il est élu au Sénat australien lors des premières élections fédérales en 1901, avec l'étiquette du Parti pour le libre-échange. Il devient whip du parti au Sénat, et se consacre principalement aux débats et aux commissions sur les questions de finances publiques, arguant notamment pour une réduction des dépenses mais aussi pour plus de clarté dans la rédaction des textes législatifs.
Il est ministre sans portefeuille dans le bref gouvernement d'union des partis conservateurs que mène Joseph Cook de 1913 à 1914, et y est l'adjoint à la fois du ministre des Finances John Forrest, du procureur général William Irvine et du ministre des Affaires extérieures Paddy Glynn ; plus généralement, il est le principal représentant du gouvernement au Sénat.
Battu aux élections de 1914, il prend sa retraite à Cheltenham, en Angleterre.